# Бідуга

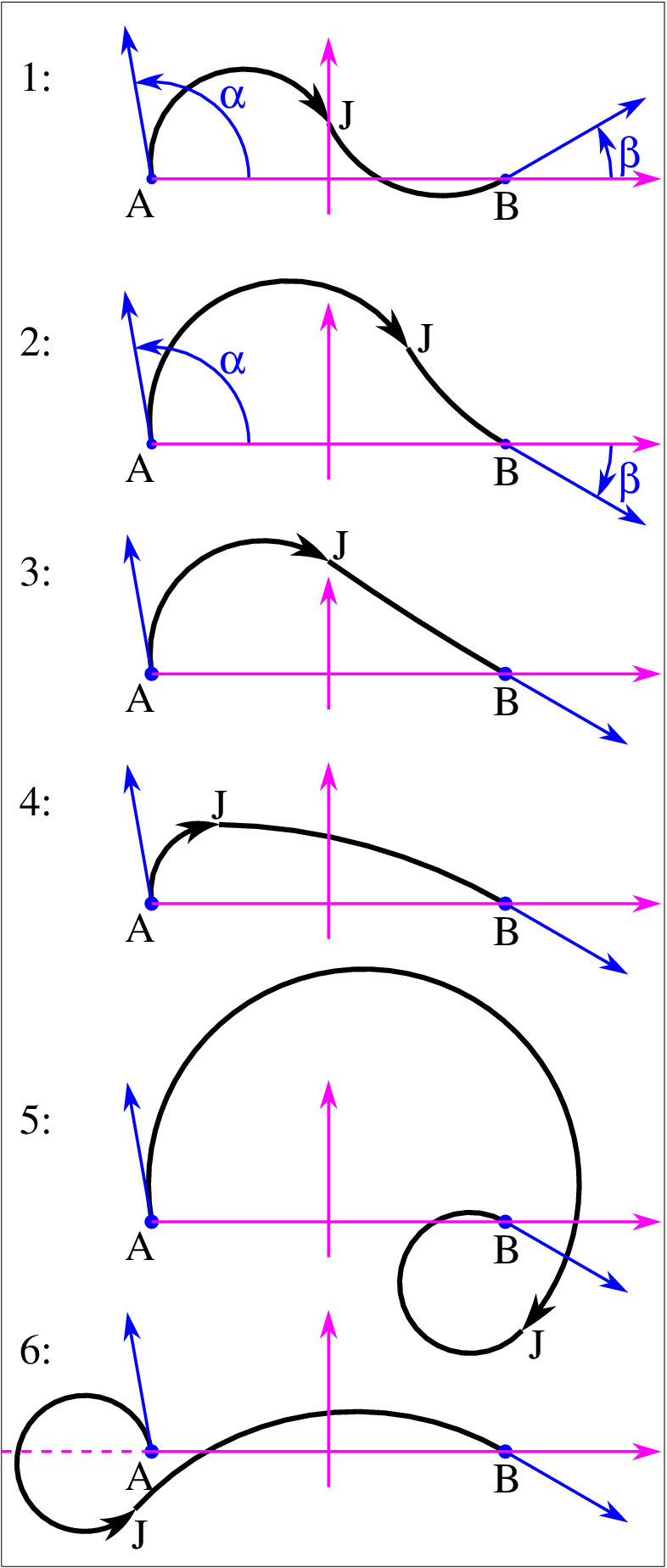
Мал. 1. приклади бідуг

Бідуга (англ. biarc, biarc curve) — гладка плоска крива, складена з двох кругових дуг, менших повної окружності. Однією з дуг може бути відрізок прямої. Бідуги були запропоновані для геометричного моделювання (побудови, апроксимації) кривих з заданими граничними точками і дотичними в них. У класі бідуг це завдання має ціле сімейство рішень, і вимагає додаткових умов для знаходження конкретних кривих. Такими можуть бути завдання кривизни або повороту однієї з дуг, фіксована довжина кривої , вимога мінімізації стрибка кривизни в точці сполучення тощо